# 역정보
역정보(逆情報, 영어: disinformation)는 사람들을 기만하거나 경제적 또는 정치적 이득을 확보하기 위해 고의적으로 퍼뜨려 대중에게 해를 끼칠 수 있는 오해의 소지가 있는 콘텐츠이다. 역정보는 행위자들이 정치적, 군사적, 상업적 목표를 달성하기 위해 전략적 기만과 여론조작 전술을 사용하는 조직적인 적대 행위이다. 역정보는 "거짓뿐만 아니라 진리, 반쪽짜리 진실, 가치판단을 포함한 여러 수사 전략과 지식 형태를 무기화하여 문화전쟁 및 기타 정체성 기반 논란을 이용하고 증폭시키는" 조직적인 캠페인을 통해 실행된다.
이와 대조적으로, 오보는 우발적인 오류로 인해 발생하는 부정확한 정보를 의미한다. 오보는 알려진 오보가 의도적으로 유포될 때 역정보를 만드는 데 사용될 수 있다. "가짜뉴스"는 때때로 역정보의 일종으로 분류되기도 하지만, 학자들은 이 두 용어를 상호 교환적으로 사용하거나 학술적 글쓰기에서 "가짜뉴스"라는 용어 자체를 사용하지 말 것을 권고한다. 이는 정치인들이 모든 불리한 뉴스 보도나 정보를 묘사하기 위해 이를 무기화했기 때문이다.

## 어원

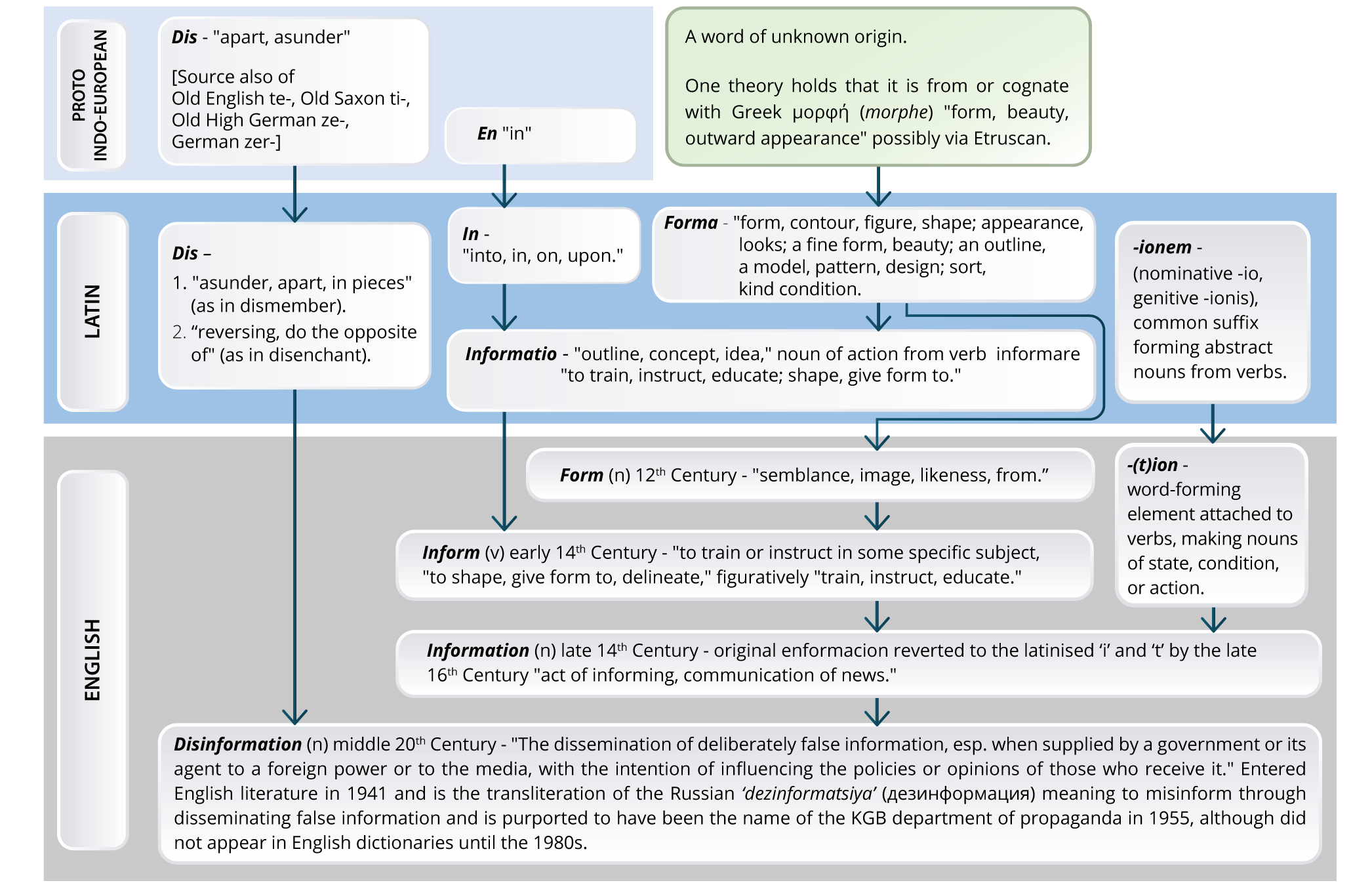
2021년 정보전 저널에 게재된 H. 뉴먼의 역정보 어원 역정보라는 단어의 요소는 인도유럽조어 언어군에 기원을 두고 있다. 라틴어 'dis'와 'in'은 모두 인도유럽조어 뿌리를 가진 것으로 간주될 수 있지만, 'forma'는 훨씬 불분명하다. 그림의 녹색 상자는 'forma'의 기원이 불확실하다는 점을 강조하지만, 이는 어떤 것이 '형태'나 실체를 가질 때 '사물'이 된다는 아리스토텔레스적 개념인 μορφή (morphe)에 뿌리를 둘 수도 있다.

영어 단어 disinformation은 라틴어 접두사 dis-를 information에 적용하여 "정보의 반전 또는 제거"라는 의미를 부여한 것이다. 이 단어는 드물게 사용되긴 했지만, 적어도 1887년에 인쇄물에 이 용법으로 등장했다.
일부에서는 이를 러시아어 дезинформация의 번역 차용으로 간주하며, 이는 로마자로 dezinformatsiya로 표기된다. 이는 KGB 흑색선전 부서의 명칭에서 유래한 것으로 보인다. 1950년대 소련의 기획자들은 역정보를 "여론을 오도할 의도로 허위 보도를 유포하는 것(언론, 라디오 등에서)"으로 정의했다.
역정보는 1985년에 처음으로 사전, 특히 웹스터 뉴 칼리지 사전과 아메리칸 헤리티지 사전에 등장했다. 1986년에는 웹스터 뉴 월드 시소러스나 뉴 브리태니커 백과사전에 역정보라는 용어가 정의되어 있지 않았다. 1980년대에 소련 용어가 널리 알려진 후, 영어 원어민들은 이 용어를 "의도적으로 거짓되고 오해의 소지가 있는 자료를 포함하고 종종 사실 정보와 선택적으로 결합되어 엘리트 또는 대중을 오도하고 조작하려는 모든 정부 통신(공개적이든 은밀하든)"으로 확장하여 사용했다.
1990년까지 역정보라는 용어는 정치 용어집에서 영어로 완전히 자리 잡았다. 2001년까지 역정보라는 용어는 단순히 누군가가 거짓말을 하고 있다는 더 공손한 표현으로 알려지게 되었다. 스탠리 B. 커닝햄은 2002년 저서 『선전의 개념』에서 역정보가 선전의 동의어로 널리 사용되고 있다고 썼다.

## 운영화
하버드 대학교 쇼렌스타인 센터는 역정보 연구를 "오보, 역정보, 미디어 조작의 확산과 영향"을 연구하는 학술 분야로 정의한다. 여기에는 "온라인 및 오프라인 채널을 통해 어떻게 확산되는지, 사람들이 왜 나쁜 정보를 믿기 쉬운지, 그리고 그 영향을 완화하기 위한 성공적인 전략"이 포함된다. New Media & Society에 발표된 2023년 연구 논문에 따르면, 역정보는 소셜 미디어에서 다음과 같은 다양한 방법으로 구현되는 기만 캠페인을 통해 유포된다: 아스트로터핑, 음모론, 클릭베이트, 문화전쟁, 반향실 효과, 날조, 가짜뉴스, 선전, 유사과학, 소문.
| 온라인 역정보 캠페인을 운영하는 활동 | 온라인 역정보 캠페인을 운영하는 활동                                                                              | 온라인 역정보 캠페인을 운영하는 활동 | 온라인 역정보 캠페인을 운영하는 활동                                                             |
| 용어                                 | 설명 | 용어                                 | 설명                                                                                             |
| ------------------------------------ | --- | ------------------------------------ | ------------------------------------------------------------------------------------------------ |
| 아스트로터핑                         | 참가자들이 일반 시민인 척하게 함으로써 풀뿌리 활동을 모방하는 중앙 집중식 캠페인                                  | 가짜뉴스                             | 장르: 의도적인 사이비 저널리즘 창조 레이블: 뉴스 미디어를 불법화하기 위한 용어의 도구화          |
| 음모론                               | 개인이나 집단이 비밀리에 행동하는 대안적 설명을 제시하는 공식 계정에 대한 반박                                    | 그린워싱                             | 실제로는 환경을 생각하지 않는 회사가 환경 친화적인 것처럼 믿게 만드는 기만적인 커뮤니케이션      |
| 클릭베이트                           | 수익 또는 인기를 위해 온라인 트래픽을 늘리기 위해 오해의 소지가 있는 헤드라인과 썸네일을 의도적으로 사용하는 것   | 선전                                 | 개인의 추론을 우회하여 믿음과 행동을 일치시키려는 숨겨진 의제를 가진 조직적인 대중 커뮤니케이션  |
| 문화전쟁                             | 고정된 가치관을 가진 여러 집단이 공공 정책을 논쟁적으로 이끌어가려는 현상                                         | 유사과학                             | 과학의 설명력을 주장하고 그 언어와 정당성을 빌리지만, 과학의 품질 기준과는 실질적으로 다른 설명  |
| 신상 털기                            | 표적에게 신체적 및 온라인 피해를 입히려는 목적으로 정보를 공개하여 사생활 경계를 침해하는 온라인 괴롭힘의 한 형태 | 소문                                 | 확인되거나 검증되지 않은 채 유포되는 근거 없는 뉴스 기사                                         |
| 반향실 효과                          | 참가자들이 자신과 일치하는 믿음과 의견을 접하는 인식 환경                                                         | 트롤링                               | 대중 정서를 동원하기 위해 '클릭 부대'를 운영하는 디지털 인플루언서 네트워크 그룹                 |
| 날조                                 | 거짓 사실이 합법적인 것처럼 제시되는 뉴스                                                                         | 도시전설                             | 침입자가 경계를 침범하고 그로 인해 끔찍한 결과를 초래한다는 지속적인 이야기를 담은 도덕적 이야기 |

오보 및 악성 정보와 같은 유사 용어를 구별하기 위해 학자들은 각 용어의 정의에 대해 다음과 같이 일괄적으로 동의한다. (1) 역정보는 공공에 해를 끼칠 의도로 허위 정보를 전략적으로 유포하는 것 (2) 오보는 의도치 않은 허위 정보의 확산 (3) 악성 정보는 해를 끼칠 의도로 유포되는 사실 정보 이 용어들은 'DMMI'로 약칭된다.
2019년, 카미유 프랑수아는 온라인 역정보의 다양한 양식을 이해하기 위한 "ABC" 프레임워크를 고안했다.
- 조작 행위자(Manipulative Actors): "바이러스성 기만 캠페인에 고의적이고 명확한 의도를 가지고 참여하며, 캠페인을 조작하는 행위자의 신원과 의도를 모호하게 하도록 설계된 은밀한" 행위자이다. 예시로는 구치퍼 2.0, 인터넷 트롤, 국영 매체, 군사 요원과 같은 페르소나가 있다.
- 기만적 행동(Deceptive Behavior): "바이러스성 기만 행위자들이 캠페인의 도달 범위, 확산성 및 영향을 향상하고 과장하기 위해 사용할 수 있는 다양한 기술을 포괄한다." 예시로는 트롤 농장, 인터넷 봇, 아스트로터핑, "유료 참여"가 있다.
- 유해 콘텐츠(Harmful Content): 건강 오보, 딥페이크와 같은 조작된 미디어, 온라인 괴롭힘, 폭력적 극단주의, 증오언설 또는 테러리즘이 포함된다.[32]

2020년, 브루킹스 연구소는 이 프레임워크에 "가상 공간에서 사용자 행동을 가능하게 하고, 제한하며, 형성하는 기술 프로토콜"로 정의되는 배포(Distribution)를 추가할 것을 제안했다. 마찬가지로, 카네기 국제평화재단은 정도(Degree, "콘텐츠의 배포... 그리고 도달하는 청중")와 효과(Effect, "주어진 사례가 얼마나 큰 위협을 제기하는지")를 추가할 것을 제안했다.

### 선전 (사회학)과의 비교
역정보와 선전이 어느 정도 겹치는지 여부는 논쟁의 여지가 있다. 일부(예: 미국 국무부)는 선전을 정치적 이상을 발전시키거나 훼손하기 위해 비합리적인 주장을 사용하는 것으로 정의하고, 역정보를 선전 훼손의 대안 이름으로 사용하며, 다른 이들은 이들을 완전히 별개의 개념으로 간주한다. 한 가지 일반적인 구분은 역정보가 대중의 냉소주의, 불확실성, 무관심, 불신, 편집증을 명시적으로 유발하도록 고안된 정치적 동기의 메시지를 설명하며, 이 모든 것이 사회적 또는 정치적 변화를 위한 시민 참여와 동원 의욕을 저하시킨다는 것이다.

## 실천
역정보는 종종 외국 정보 조작 및 간섭(FIMI)에 부여되는 명칭이다. 역정보에 대한 연구는 종종 활동의 내용에 초점을 맞추는 반면, FIMI라는 더 넓은 개념은 군사 교리 개념인 전술, 기술 및 절차(TTPs)를 통해 설명되는 "행위자의 행동"에 더 초점을 맞춘다.
역정보는 주로 정부 정보 기관에 의해 수행되지만, 비정부 기구와 기업에서도 사용되었다. 프런트 그룹은 역정보의 한 형태로, 대중에게 그들의 진정한 목표와 통제자를 오도한다. 최근에는 역정보가 가짜뉴스 형태로 소셜 미디어를 통해 고의적으로 유포되었는데, 이는 합법적인 뉴스 기사로 위장하여 독자나 시청자를 오도하려는 목적이다. 역정보에는 위조된 문서, 원고, 사진의 배포, 또는 위험한 소문과 날조된 정보의 확산이 포함될 수 있다. 이러한 전술의 사용은 블로우백을 초래하여 명예훼손 소송 또는 역정보 유포자의 명성 손상과 같은 의도하지 않은 결과를 초래할 수 있다.

## 전 세계적으로
역정보는 전 세계 민주주의에 대한 시급한 과제로 널리 인식되고 있다. 민주주의를 훼손하고 폭력적이거나 위험한 행동을 부추길 수 있는 정보이다.

### 러시아의 역정보
러시아의 허위 정보 공작은 여러 국가에서 발생했다. 예를 들어 아프리카에서는 예브게니 프리고진이 주도한 디스인포메이션 캠페인이 여러 국가에서 보도되었다. 하지만 러시아는 대중 의견에 영향을 미치기 위해 디스인포메이션을 사용하지 않는다고 주장하고 있다.

### 미국의 역정보

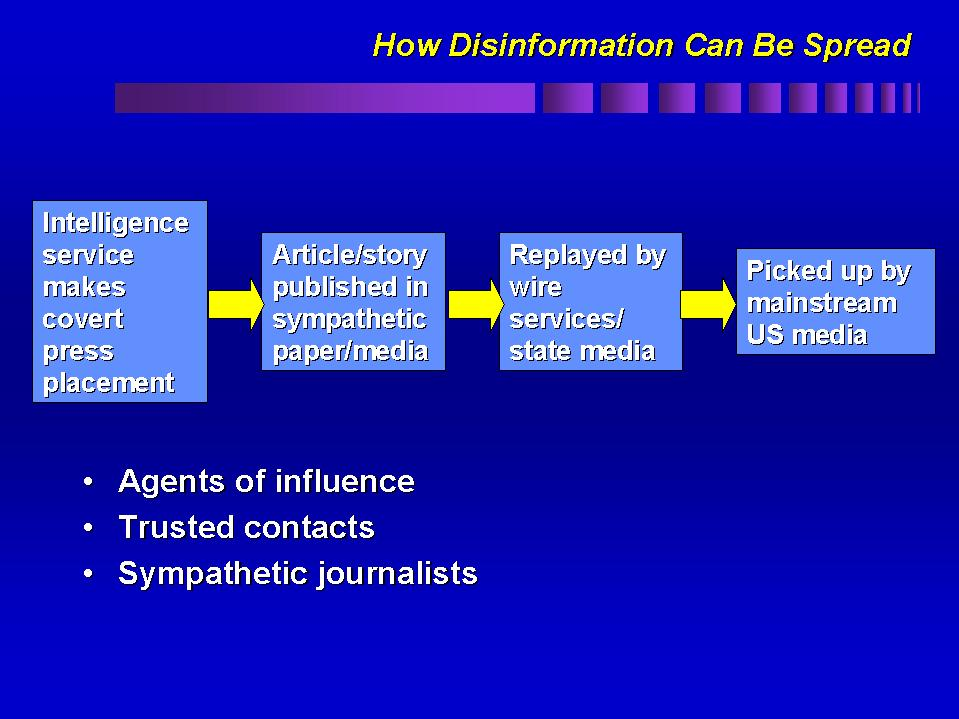
미국 국방부의 역정보 확산 방법 설명(2001)

미국 정보공동체는 1950년대 러시아의 dezinformatsiya에서 역정보라는 용어 사용을 채택하고, 냉전 기간과 다른 국가들과의 갈등에서 유사한 전략을 사용하기 시작했다. 뉴욕 타임스는 2000년에 CIA가 당시 이란의 총리였던 모하마드 모사데그를 대신해 모하마드 레자 팔라비를 앉히려는 노력의 일환으로 지역 신문에 허위 기사를 실었다고 보도했다. 로이터는 1979년 소련의 아프가니스탄 침공(이른바 소련–아프가니스탄 전쟁) 이후 CIA가 이슬람 국가의 신문에 소련 대사관이 "침공 기념일 축하 행사"를 열었다는 부정확한 기사를 실었던 방법을 기록했다. 로이터는 전 미국 정보 요원이 기자들의 신뢰를 얻고 그들을 비밀 요원으로 이용하여 지역 언론을 통해 한 국가의 정치에 영향을 미치려 했다고 언급했다.
1986년 10월, 당시 레이건 행정부가 두 달 전 리비아 지도자를 상대로 역정보 캠페인을 벌였다는 사실이 밝혀지면서 이 용어는 미국에서 더 널리 통용되었다. 백악관 대변인 래리 스피크스는 1986년 8월 25일 월스트리트 저널에 처음 보도된 리비아 공격 계획 보도가 "권위적"이라고 말했고, 워싱턴 포스트를 포함한 다른 신문들도 이 보도가 사실이라고 기사를 썼다. 미국 국무부 대변인 버나드 칼브는 역정보 캠페인에 항의하며 사임했고, "미국 말에 대한 믿음은 우리 민주주의의 심장 박동"이라고 말했다.
레이건 행정부의 행정부는 국무부의 세 가지 연간 간행물(Active Measures: A Report on the Substance and Process of Anti-U.S. Disinformation and Propaganda Campaigns (1986), Report on Active Measures and Propaganda, 1986–87 (1987), Report on Active Measures and Propaganda, 1987–88 (1989))을 통해 역정보 캠페인을 주시했다.
로이터 통신 보도에 따르면, 미국은 중국 시노백 코로나19 백신에 대한 선전 캠페인을 펼쳐 역정보를 유포했는데, 여기에는 가짜 소셜 미디어 계정을 사용하여 시노백 백신에 돼지에서 유래한 성분이 포함되어 이슬람 율법상 하람이라는 역정보를 퍼뜨린 것이 포함된다. 로이터는 차이나앵바이러스 역정보 캠페인이 "필리핀에서 중국의 영향력 증대에 대응하기 위해" 고안되었으며, "중국의 백신 외교와 선전이 캄보디아나 말레이시아와 같은 다른 동남아시아 국가들을 베이징에 더 가깝게 만들 수 있다는 [두려움]" 때문에 시작되었다고 밝혔다. 이 캠페인은 또한 "베이징이 팬데믹에 대해 워싱턴을 비난하려는 노력에 대한 보복"으로 묘사되었다. 이 캠페인은 주로 필리핀 사람들을 대상으로 했으며, 타갈로그어로 "중국이 바이러스다"라는 해시태그를 사용했다. 이 캠페인은 2020년부터 2021년 중반까지 진행되었다. 이 프로젝트의 미군 주요 계약자는 제너럴 다이내믹스 IT였으며, 그 역할로 4억 9천 3백만 달러를 받았다.
미국 내 역정보 연구의 정치화. 2023년부터 공화당 소속 미국 의회 의원들은 역정보를 연구하는 연구자들이 표현의 자유에 반대하고 정부 검열의 완곡어법이라고 공격했다. 2025년 4월 18일, 트럼프가 서명한 행정명령을 인용하며, 미국 국립과학재단은 역정보 연구 자금 지원을 취소한다는 성명을 발표했다. 이는 "다양성, 형평성, 포용성(DEI) 및 오보/역정보를 포함하되 이에 국한되지 않는" NSF의 우선순위에 부합하지 않는다는 이유였다.

## 대응

### 문화계 지도자들의 대응
교황 프란치스코는 2016년 미국 대선 기간 동안 자신을 지지한다는 가짜 주장이 담긴 가짜뉴스 웹사이트의 대상이 된 후, 2016년 인터뷰에서 역정보를 비난했다. 그는 뉴스 미디어가 할 수 있는 최악의 일은 역정보를 퍼뜨리는 것이며, 이 행위는 죄라고 말했다. 그는 역정보를 퍼뜨리는 자들을 분변기호증에 참여하는 사람들과 비교했다.

### 전쟁 윤리
2014년 저서 『군사 윤리와 신흥 기술』(Military Ethics and Emerging Technologies)에 기고한 데이비드 댕크스(David Danks)와 조지프 H. 댕크스(Joseph H. Danks)는 정보전의 전술로 역정보를 사용하는 것에 대한 윤리적 함의를 논의한다. 그들은 이 문제에 대해 전쟁 윤리와 기술 사용과 관련하여 상당한 철학적 논쟁이 있었다고 지적한다. 저자들은 역정보 사용이 때때로 허용되지만 모든 상황에서 허용되는 것은 아니라는 입장을 설명한다. 일반적으로 고려해야 할 윤리적 기준은 역정보가 선의의 동기에서 수행되었으며 전쟁 규칙에 따라 허용되는지 여부이다. 이 기준에 따르면, 제2차 세계 대전 중 태평양 제도의 눈에 띄는 위치에 가짜 풍선 전차를 배치하여 더 많은 군사력이 존재한다는 허위 인상을 주었던 전술은 윤리적으로 허용되는 것으로 간주될 수 있다. 반대로, 공격을 피하기 위해 군수 공장을 의료 시설로 위장하는 것은 전쟁 중 역정보의 허용 가능한 사용 범위를 벗어난다.

## 연구

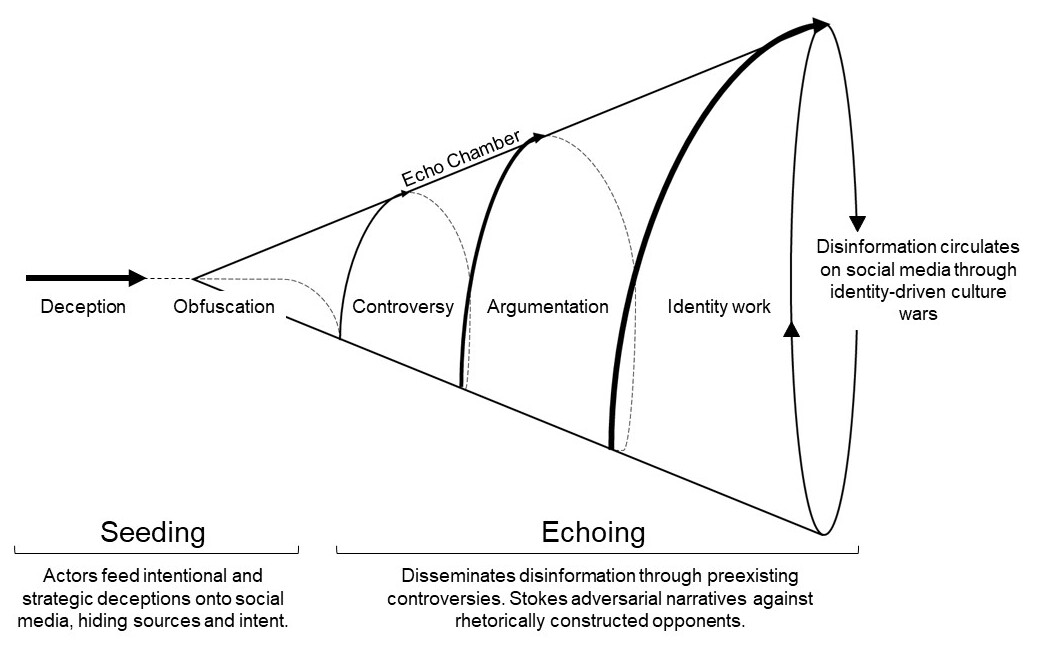
역정보는 논란을 통해 확산된다.

역정보 연구와 관련된 연구는 응용 탐구 분야로 증가하고 있다. 역정보를 사이버 보안 위협으로 공식 분류하라는 요구는 소셜 네트워킹 사이트에서의 증가로 인해 옹호자들에 의해 제기되고 있다. 소셜 미디어 웹사이트의 확산에도 불구하고, 페이스북과 트위터는 활발한 역정보 캠페인 측면에서 가장 많은 활동을 보였다. 보고된 기술에는 증오 발언을 증폭시키기 위한 봇 사용, 불법적인 데이터 수확, 언론인들을 괴롭히고 위협하기 위한 유료 트롤 등이 포함되었다.
역정보 연구는 주로 행위자가 가짜뉴스를 통해 소셜 미디어에서 기만을 어떻게 조작하는지에 초점을 맞추는 반면, 새로운 연구는 사람들이 기만으로 시작된 것을 어떻게 개인적인 견해로 유포하는지를 조사한다. 그 결과, 연구에 따르면 역정보는 대립적인 환상(예: 문화전쟁)에 참여를 장려하는 프로그램으로 개념화될 수 있으며, 이를 통해 역정보가 끝없는 논쟁의 수사적 탄약으로 유포된다. 역정보가 문화전쟁과 얽히면서, 정체성 기반 논란은 역정보가 소셜 미디어에 확산되는 수단이 된다. 이는 역정보가 거친 불화에도 불구하고 번성하는 것이 아니라, 그 때문에 번성한다는 것을 의미한다. 그 이유는 논란이 견해를 확고히 하는 끝없는 논쟁을 위한 비옥한 토양을 제공하기 때문이다.
학자들은 역정보가 외국발 위협일 뿐만 아니라, 국내 역정보 제공자들이 신문, 라디오 방송국, 텔레비전 뉴스 미디어와 같은 전통적인 미디어를 활용하여 허위 정보를 유포하고 있다고 지적했다. 현재 연구에 따르면 미국의 우익 온라인 활동가들이 역정보를 전략 및 전술로 사용할 가능성이 더 높을 수 있다고 한다. 정부는 역정보가 민주주의에 제기하는 잠재적 위협에 대한 우려를 해결하기 위해 다양한 정책으로 대응했지만, 엘리트 정책 담론이나 학술 문헌에서는 역정보가 민주주의를 위협한다는 것이 무엇을 의미하는지, 그리고 다양한 정책이 그 부정적인 함의에 대응하는 데 어떻게 도움이 될 수 있는지에 대한 합의가 거의 없다.

### 온라인 역정보 노출의 결과
온라인에 역정보, 오보, 선전이 많이 존재한다는 점은 학자들 사이에서 광범위한 합의가 이루어져 있지만, 이러한 역정보가 대중의 정치적 태도, 따라서 정치적 결과에 어느 정도 영향을 미치는지는 불분명하다. 이러한 통념은 주로 탐사 보도 기자들로부터 나왔으며, 2016년 미국 대선 기간에 특히 증가했다. 초기 연구 중 일부는 버즈피드 뉴스의 크레이그 실버만(Craig Silverman)이 수행했다. 캐스 선스타인(Cass Sunstein)은 『#공화국』에서 인터넷이 반향실과 오보의 정보 폭포로 가득 차 고도로 양극화되고 잘못된 정보를 가진 사회로 이어질 것이라고 주장하며 이를 지지했다.
2016년 선거 이후 연구 결과: (1) 미국인의 14%에게 소셜 미디어가 선거 뉴스 '가장 중요한' 출처였고, (2) 도널드 트럼프를 지지하는 것으로 알려진 허위 뉴스 기사는 페이스북에서 총 3천만 번 공유된 반면, 힐러리 클린턴을 지지하는 기사는 8백만 번 공유되었으며, (3) 일반적인 미국 성인은 가짜 뉴스 기사를 접했고, "그것을 보았다고 기억하는 사람들 중 절반 이상이 그것을 믿었으며", (4) 사람들은 "자신이 선호하는 후보를 지지하는 기사를 믿을 가능성이 더 높으며, 특히 이념적으로 분리된 소셜 미디어 네트워크를 가지고 있는 경우 더 그렇다"는 사실이 밝혀졌다. 이에 따라, 2016년 선거 기간 동안 역정보의 디지털 확산과 수용이 대규모로 이루어졌으며 외국 요원들이 이를 매우 가능성 있게 조장했다는 점에는 광범위한 동의가 있지만, 이 모든 것이 실제로 선거에 어떤 영향을 미 미쳤는지에 대해서는 논쟁이 계속되고 있다. 예를 들어, 런던 정치경제대학교(LSE) 연구원들의 이중맹검 무작위 대조 실험 결과, 트럼프나 클린턴에 대한 온라인 가짜 뉴스 노출이 해당 후보에 대한 투표 의사에 유의미한 영향을 미 미치지 않았다는 것을 발견했다. 2016년 미국 대선 캠페인 기간 동안 러시아 역정보가 트위터에 미친 영향을 조사한 연구원들은 역정보 노출이 (1) 극소수 사용자 그룹에 집중되었고, (2) 주로 공화당원들 사이에서 발생했으며, (3) 합법적인 정치 뉴스 미디어와 정치인에 대한 노출에 의해 가려졌다는 것을 발견했다. 마지막으로, 그들은 "러시아 외국 영향력 캠페인 노출과 태도, 양극화 또는 투표 행동의 변화 사이에 의미 있는 관계가 있다는 증거를 찾지 못했다"고 결론지었다. 따라서 2016년 대선 기간 동안 대량 유포되었음에도 불구하고, 온라인 가짜 뉴스나 역정보가 힐러리 클린턴의 대통령 당선에 필요한 표를 잃게 하지는 않았을 것이다.
이 주제에 대한 연구는 여전히 결론이 나지 않았다. 예를 들어, 오보는 그것에 노출된 사람들의 정치적 지식을 유의미하게 변화시키지 않는 것으로 보인다. 페이스북과 트위터에서 사용자들이 노출되는 뉴스 출처의 다양성이 통념이 지시하는 것보다 더 높으며, 스펙트럼 전반에 걸친 논의 빈도도 더 높은 것으로 보인다. 다른 증거는 역정보 캠페인이 대상국의 외교 정책을 변경하는 데 거의 성공하지 못했음을 발견했다.
역정보는 탐지하기 어렵게 만들어졌고 일부 소셜 미디어 기업들이 외부 연구 노력을 방해했기 때문에 연구는 여전히 어렵다. 예를 들어, 연구원들은 역정보가 "기존 뉴스 미디어의 기존 감지 알고리즘을 비효율적으로 만들거나 적용할 수 없게 만들었다... [역정보는] 독자를 오도하기 위해 의도적으로 작성되었기 때문에... [그리고] 사용자의 가짜 뉴스에 대한 사회적 참여는 크고, 불완전하고, 구조화되지 않고, 노이즈가 많은 데이터를 생성한다"고 밝혔다. 가장 큰 소셜 미디어 기업인 페이스북은 분석 저널리스트와 학자들로부터 역정보에 대한 외부 연구를 방해한다는 비판을 받았다.

### 대안적 관점과 비판
연구원들은 역정보의 틀이 기술 플랫폼에 국한되어 광범위한 정치적 맥락에서 벗어나 있으며, 미디어 환경이 그 외에는 제대로 기능하고 있다는 부정확한 함의를 지닌다고 비판했다. "이 분야는 미디어 기술의 효과에 대해 단순한 이해를 가지고 있고, 플랫폼을 과도하게 강조하고 정치를 과소평가하며, 미국 중심주의 및 영어권 분석에 너무 집중하고, 정치 문화와 일반 문화에 대한 이해가 얕으며, 인종, 계급, 성별, 성적 취향뿐만 아니라 지위, 불평등, 사회 구조 및 권력에 대한 분석이 부족하고, 저널리즘 과정에 대한 이해가 얇으며, 이론과 경험적 발견의 발전보다는 보조금 자금 지원의 긴급성에 따라 발전해왔다."
대안적인 관점이 제시되었다.
1. 팩트체크와 미디어 리터러시를 넘어 뉴스 소비 이상의 것을 포함하는 광범위한 현상을 연구한다.
2. 인공지능 강화 팩트체크를 포함한 기술적 해결책을 넘어 역정보의 시스템적 기반을 이해한다.
3. 미국 중심주의를 넘어 전 세계적인 관점을 개발하고, 문화 제국주의와 서구 뉴스에 대한 제3세계의 의존성을 이해하며,[92] 글로벌 사우스의 역정보를 이해하는 이론을 개발한다.[93]
4. 콘텐츠 제작자와 디지털 플랫폼이 온라인에서 역정보를 유포하도록 유도하는 재정적 인센티브와 사업 모형을 조사하는 시장 중심 역정보 연구를 개발한다.[7][94]
5. 역사, 정치경제학, 종족 연구, 페미니스트 연구, 과학기술학을 포함한 다학제적 접근 방식을 포함한다.
6. "여성(특히 정치 지도자, 언론인 및 공인)을 공격하고, 그 공격을 여성으로서의 정체성에 기반하는 허위 또는 오해의 소지가 있는 정보의 유포"로 정의되는 성별 기반 역정보(GBD)에 대한 이해를 발전시킨다.[95][96]

## 역정보 유포 전략

### 역정보 공격
역정보가 어떻게 확산되는지에 대한 연구 문헌은 증가하고 있다. 연구에 따르면 소셜 미디어에서 확산되는 역정보는 크게 두 단계로 분류할 수 있다. 바로 시딩(seeding)과 에코잉(echoing)이다. "시딩"은 악의적인 행위자가 가짜 뉴스처럼 기만적인 정보를 소셜 미디어 생태계에 전략적으로 삽입하는 것이고, "에코잉"은 청중이 역정보를 종종 대립적인 환상에 통합하여 자신의 의견으로 논쟁적으로 유포하는 것이다.

### 인터넷 조작
온라인에서 역정보를 시딩하는 네 가지 주요 방법이 연구에 의해 밝혀졌다.
1. 선택적 검열
2. 검색 순위 조작
3. 해킹 및 공개
4. 역정보 직접 공유

### 온라인 광고 기술 악용
온라인 광고의 부정 관행, 특히 기계 간 실시간 입찰 시스템의 상호 작용으로 인해 역정보가 온라인에서 증폭된다. 온라인 광고 기술은 재정적 인센티브와 사용자 생성 콘텐츠 및 가짜뉴스의 수익화로 인해 역정보를 증폭시키는 데 사용되어 왔다. 온라인 광고 시장에 대한 느슨한 감독은 다크 머니가 정치 광고에 사용되는 것을 포함하여 역정보를 증폭하는 데 사용될 수 있다.

## 같이 보기
- 적극조치공작
- 아지트프로프
- 인공지능과 선거
- 중국의 정보 작전 및 정보전
- 사기 저하 (전쟁)
- 기만
- 러시아의 우크라이나 침공에 대한 허위 정보
- 위장술책 작전
- FUD
- 가스라이팅
- 인터넷 조작
- 여론조작
- 군사 기만
- 탈진실 정치
- 사회공학 (정치학)
- 국영 매체